# LOCO (spel)
LOCO is een spelenderwijs leermiddel dat zich kenmerkt door het feit dat leerlingen zelf de juistheid van hun antwoorden kunnen controleren. Er zijn verschillende reeksen taken gericht op kleuterschool en middelbare school. LOCO is een acroniem voor "Leren, Oefenen, Controleren, Ordenen."

## Geschiedenis
LOCO werd in 1968 uitgebracht door Groninger educatieve uitgeverij Jacob Dijkstra (later Wolters Noordhoff). Het is bedacht door toenmalig hoofdredacteur basisonderwijs Bill Venema. Het was gebaseerd op het in 1967 door Heinz Vogel bedachte Duitse spel "Lueck"  of LÜK. Venema bedacht een mini-variant van LOCO met twaalf blokjes omdat hij de 24 blokjes in de oorspronkelijke versie te moeilijk vond. LOCO wordt tot op de dag van vandaag thuis, in de kleuter-, lagere en middelbare scholen gebruikt.
In 2020 werden de rechten van LOCO verkocht aan Westermann Gruppe, welke de Nederlandse exploitatie laat uitvoeren door uitgeverij Zwijsen.

## Gebruik
De set bestaat uit een werkboek, een platte rode doos met kleine inkepingen en een aantal platen die in de inkepingen passen en aan beide zijden bedrukt zijn - op de voorkant met een nummer, op de achterkant met een deel van een patroon. Het doel is om een reeks oefeningen uit het werkboek op te lossen en de tegels in de doos te plaatsen volgens de resultaten. Dan wordt de doos gesloten, omgedraaid en weer geopend - Door het patroon dat nu op de achterkant van de tegels is gemaakt, kan het afgedrukte sjabloon in het werkboek worden gebruikt om heel snel te controleren of alle oefeningen goed zijn opgelost. LOCO wordt, net als andere klassieke leermiddelen voor zelfcontrole, vaak gebruikt in de context van zelfstandig werk.

## Controle en correctie
Als sommige tegels niet overeenkomen met het afgedrukte oplossingspatroon, zijn er fouten gemaakt. Deze tegels worden nu omgedraaid, de LOCO-doos wordt gesloten en vanaf de andere kant weer geopend. Nu kunt u zien welke taken niet correct zijn opgelost. De bijbehorende platen worden uit de doos gehaald en kunnen er weer in.